# Tercera República filipina
La Tercera República filipina, cuyo nombre oficial fue República de Filipinas (en tagalo: Repúblika ng Pilipinas), cubre la historia de Filipinas desde su independencia de los Estados Unidos en 1946, hasta el autogolpe de Estado perpetrado por el presidente Ferdinand Marcos en 1972. Fue el primer estado filipino plenamente soberano e internacionalmente reconocido (tanto la Primera como la Segunda República filipina habían sido gobiernos no reconocidos o con reconocimiento limitado). Políticamente se trató de una democracia representativa dentro del marco de una república presidencialista con división de poderes, aunque su economía se vio subordinada por Estados Unidos durante la mayor parte de su existencia. La democracia filipina fue, durante este período, profundamente bipartidista (en similitud con la estadounidense) repartiéndose el gobierno entre el Partido Nacionalista, y el Partido Liberal.

## Historia

### Independencia

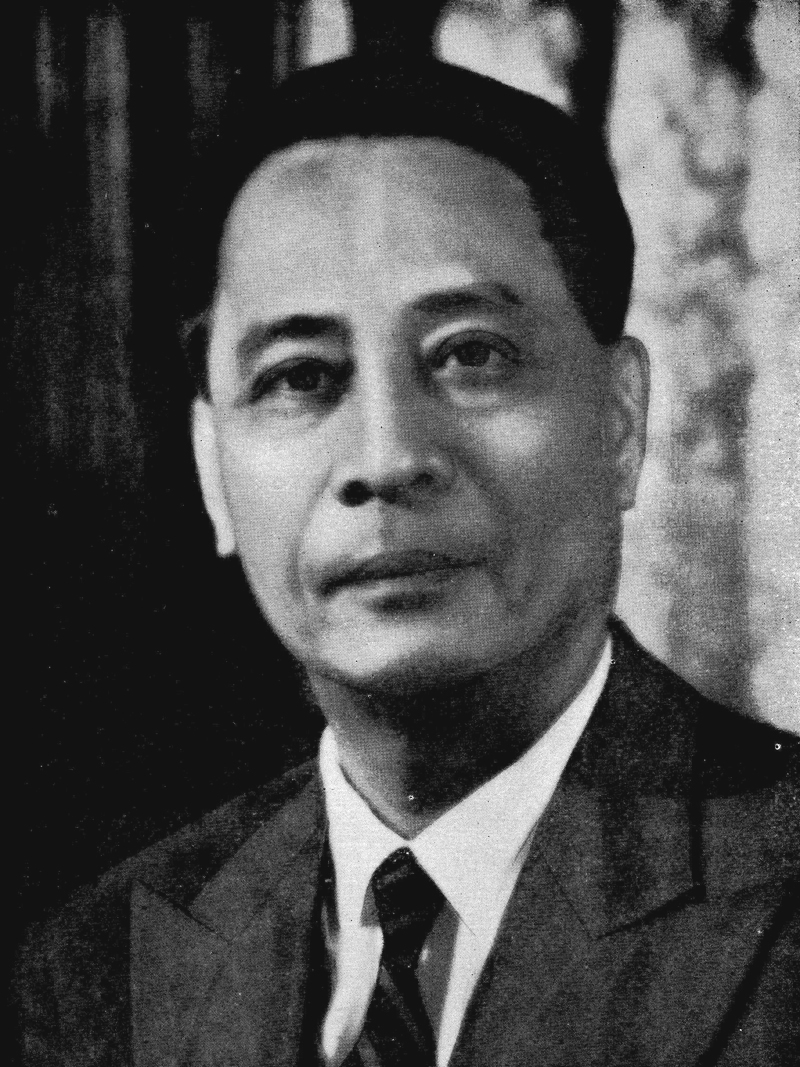
Manuel Roxas, primer presidente de la Tercera República filipina.

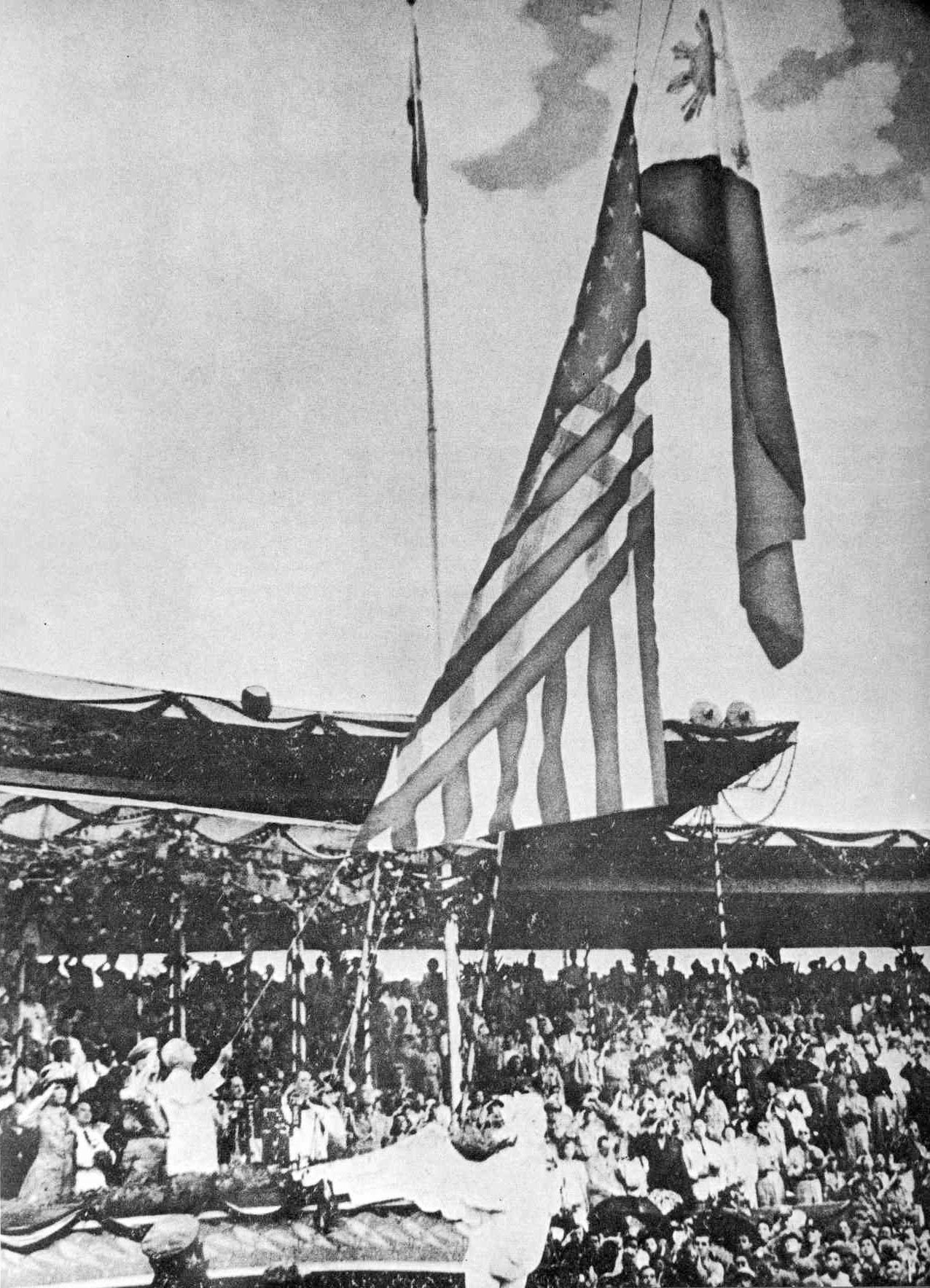
La bandera estadounidense es arriada y reemplazada por la bandera filipina el 4 de julio de 1946.

Luego del fin de la Segunda República filipina, un estado títere del imperio japonés impuesto durante la Segunda Guerra Mundial, el archipiélago filipino volvió a ser un protectorado estadounidense. El 4 de julio de 1946, Día de la Independencia de los Estados Unidos, poco menos de un año después del fin de la ocupación japonesa, los representantes de los Estados Unidos y de la Mancomunidad Filipina firmaron el Tratado de Manila. En él se reconocía formalmente la independencia del archipiélago como República de Filipinas (aunque el nombre oficial del país antes de su ocupación había sido República filipina), y Estados Unidos renunciaba formalmente a su soberanía sobre las islas. Sin embargo, los EE.UU conservaron decenas de bases militares e impusieron, mediante la Ley de Comercio de Charles Jasper Bell, diversas medidas económicas que daban a ciudadanos y empresas estadounidenses igualdad de acceso a los minerales, los bosques y otros recursos naturales de Filipinas, limitando la soberanía política del país.
En las audiencias ante el Comité Senatorial de Finanzas, el Secretario de Estado Adjunto para Asuntos Económicos William L. Clayton describió la ley como "claramente incompatible con la política económica exterior básica de este país" y "claramente incompatible con nuestra promesa de conceder a Filipinas una verdadera independencia". De todas formas la Ley de Bell fue aceptada por el congreso filipino y posteriormente, en 1947, sería aprobada en un plebiscito.
En la actualidad, Filipinas celebra su Día de la Independencia el 12 de junio, aniversario de la Declaración de Independencia de Filipinas de España en 1898, por parte de Emilio Aguinaldo, tras la derrota española en la Batalla de la Bahía de Manila. Aquella declaración de independencia no fue reconocida por Estados Unidos, que luego de derrotar a la nueva república en la guerra filipino-estadounidense mantuvo ocupado el país tras adquirir su posesión legal según el Tratado de París que puso fin a su guerra con España.
Entre 1946 y 1961, Filipinas celebró el 4 de julio como Día de la Independencia, mismo día que Estados Unidos. El 12 de mayo de 1962, el presidente Diosdado Macapagal reconoció el 12 de junio como verdadero Día de la Independencia de Filipinas, convirtiéndolo en un día festivo. En 1964, la Ley de la República N.º 4166 mantuvo el 4 de julio como fiesta nacional, dándole la distinción de "Día de la República".

### Administraciónes de Roxas y Quirino
Cuando el Congreso de Filipinas se convocó en 1945, los legisladores elegidos en 1941, antes de la ocupación japonesa, eligieron a Manuel Roxas como Presidente del Senado. En las elecciones nacionales de Filipinas de 1946, Roxas se postuló para Presidente de la Mancomunidad Filipina como el candidato del ala liberal del Partido Nacionalista. Roxas contó con el apoyo del gobierno estadounidense y el General Douglas MacArthur. En las elecciones, Roxas fue elegido presidente de la Mancomunidad para un mandato de cuatro años con el 53.94% de los votos y, con la independencia formal del país, fue nombrado presidente de la República.
Aunque Roxas tuvo éxito en conseguir fondos para la rehabilitación de los Estados Unidos después de la independencia, se vio obligado a ceder bases militares (23 de las cuales fueron arrendadas por 99 años), aumentar las restricciones comerciales para los ciudadanos filipinos, y dar privilegios especiales para los propietarios e inversores. Su administración se vio empañada por la corrupción. Por otra parte, los abusos de la policía militar provincias contribuyeron a la insurgencia del movimiento izquierdista Hukbalahap, y la respuesta violenta del gobierno de Roxas provocó un descontento general contra su imagen en el campesinado. Las políticas económicas impuestas por los Estados Unidos dejaron al país durante los primeros años al borde de la quiebra.
Durante la administración de Roxas, las Islas Tortuga y las Islas de Mangsi fueron entregadas por el Reino Unido (administrador de Borneo del Norte) a Filipinas, en reconocimiento de un tratado internacional firmando entre los EE.UU y el Reino Unido que delimitaba las fronteras entre ambos territorios. Sin embargo, por un tratado internacional suplementaria llegado a la conclusión, al mismo tiempo, las dos potencias acordaron que esas islas, aunque parte del archipiélago de Filipinas, permanecerían bajo la administración del Estado de Borneo del Norte. Las islas nunca fueron reclamadas por Estados Unidos. El tratado fue heredado por Filipinas, considerado "estado sucesor" de la Mancomunidad. El 19 de septiembre de 1946, el gobierno de Filipinas notificó al Reino Unido, el cual se había anexado formalmente Borneo del Norte ese mismo año, que deseaba hacerse cargo de la administración de las Islas Tortuga y las Islas de Mangsi. De conformidad con un acuerdo internacional suplementario, la transferencia de la administración entró en vigor el 16 de octubre de 1947. Roxas no pudo completar su mandato constitucional, destinado a finalizar en 1950, debido a que sufrió un infarto y falleció el 15 de abril de 1948, el vicepresidente Elpidio Quirino lo suplantó dos días después.
Quirino asumió la presidencia en 1948 para completar el mandato de Roxas. En 1949 fue elegido para un mandato completo, derrotando a José P. Laurel, el presidente de la Segunda República durante la ocupación japonesa. Laurel denunció fraude electoral y describió a Quirino como corrupto y antidemocrático. Aunque algunos historiadores en general afirman que Laurel en realidad ganó la elección, no se atrevió a desafiar a Quirino y este obtuvo la victoria. Sus seis años como presidente se caracterizaron por la reconstrucción notable de la posguerra, las ganancias económicas generales, y el aumento de la ayuda económica de los Estados Unidos. En 1950, durante la administración de Quirino, comenzó la guerra de Corea y el gobierno filipino envió más de 7.450 soldados a combatir en favor del gobierno de Corea del Sur. A esta fuerza se la conoció como la PEFTOK (Fuerzas Expedicionarias de Filipinas a Corea). Más tarde, aunque enfermo, Quirino se postuló para la reelección en 1953, pero fue derrotado abrumadoramente por Ramón Magsaysay.

### Administración de Magsaysay
Magsaysay se convirtió en el Primer presidente nacido en el siglo XX y el primero en nacer después de la época colonial española. Su administración fue considerada una de las más limpias y libres de corrupción en la historia moderna de Filipinas; el período de su mandato se cita a menudo como los "años de oro" del país. El comercio y la industria floreció, el ejército de Filipinas estaba en su mejor momento, y el país ganó el reconocimiento internacional en los deportes, la cultura y las relaciones exteriores. Para fines de su mandato, Filipinas ocupaba el segundo puesto en un ranking de países menos corruptos y mejor gobernados de Asia.
El 16 de marzo de 1957 Magsaysay dejó Manila para dirigirse a la Ciudad de Cebú donde habló en tres instituciones educativas. Esa misma noche, de madrugada, se embarcó en el avión presidencial "Monte Pinatubo", un C-47, de regreso a Manila. En las primeras horas de la mañana del 17 de marzo se informó de que su avión no había aterrizado. En la tarde de ese día que los periódicos informaron que el avión se había estrellado en el monte Manunggal en Cebú y que 25 de los 26 pasajeros y la tripulación a bordo murieron. El único sobreviviente fue el periodista Néstor Mata. El vicepresidente Carlos P. García, quien se encontraba de visita oficial a Australia en el momento, asumió la presidencia para cumplir los últimos ocho meses de presidencia constitucional de Magsaysay. Se estima que dos millones de personas participaron en el entierro del mandatario el 22 de marzo.

### Década de 1960: La Primera Política filipina
Tras su llegada al poder, García fue confirmado como Presidente para un mandato completo en las elecciones celebradas meses después de la muerte de Magsaysay. En junio de 1957, decretó la ilegalización del Partido Comunista de Filipinas, a pesar de las protestas de la oposición, que consideraba esto una medida antidemocrática. Posteriormente, el decreto sería reemplazado por otro que solo ilegalizaba "cualquier organización con fines subversivos, penalizando la afiliación a la misma". A pesar de que García era un declarado anticomunista, decidió distanciar la política económica de su país del yugo estadounidense, iniciando lo que se conoció como Primera Política Filipina o Filipinos primero (en tagalo: Pilipino Muna) en referencia a que apoyaba a los empresarios filipinos por sobre los estadounidenses y otros extranjeros favoreciendo la inversión privada nacional.
Esta política fue muy popular entre la población filipina, pero duramente criticada entre las minorías étnicas, que declararon que la misma era discriminatoria a sus intereses, pues también podían considerarse "filipinos" a los descendientes de chinos y estadounidenses en el país. En las elecciones presidenciales de 1961, fue derrotado por Diosdado Macapagal, su antiguo vicepresidente (que era del opositor Partido Liberal), quien ganó con el 55% de los votos. La política exterior Macapagal buscó estrechar más las relaciones con las naciones vecinas de Asia, en particular con Malasia e Indonesia. Entre los logros más significativos de Macapagal como presidente fueron la abolición de la tenencia y el programa de reforma agraria de 1963, el cual sería frenado por la oposición, que dominaba el poder legislativo, y que fue tachada de "poco cooperativa" con su extenso plan de reformas socioeconómicas. Las negociaciones con los Estados Unidos sobre las bases militares provocaron un sentimiento antiestadounidense entre la población y el propio gobierno, que se vio reflejado con el cambio formal del Día de la Independencia y la valoración histórica de la Primera República filipina.

### Fin de la Tercera República
Las reformas de Macapagal fueron frenadas con su derrota electoral ante Ferdinand Marcos en 1965. Este mantuvo un gobierno constitucional que finalizaría con la declaración del estado de sitio el 21 de septiembre de 1972, el cual convertiría al país en un régimen dictatorial y autocrático liderado por Marcos. El régimen fue abolido de jure el 17 de enero de 1973, cuando entró en vigor una nueva constitución.

## Economía

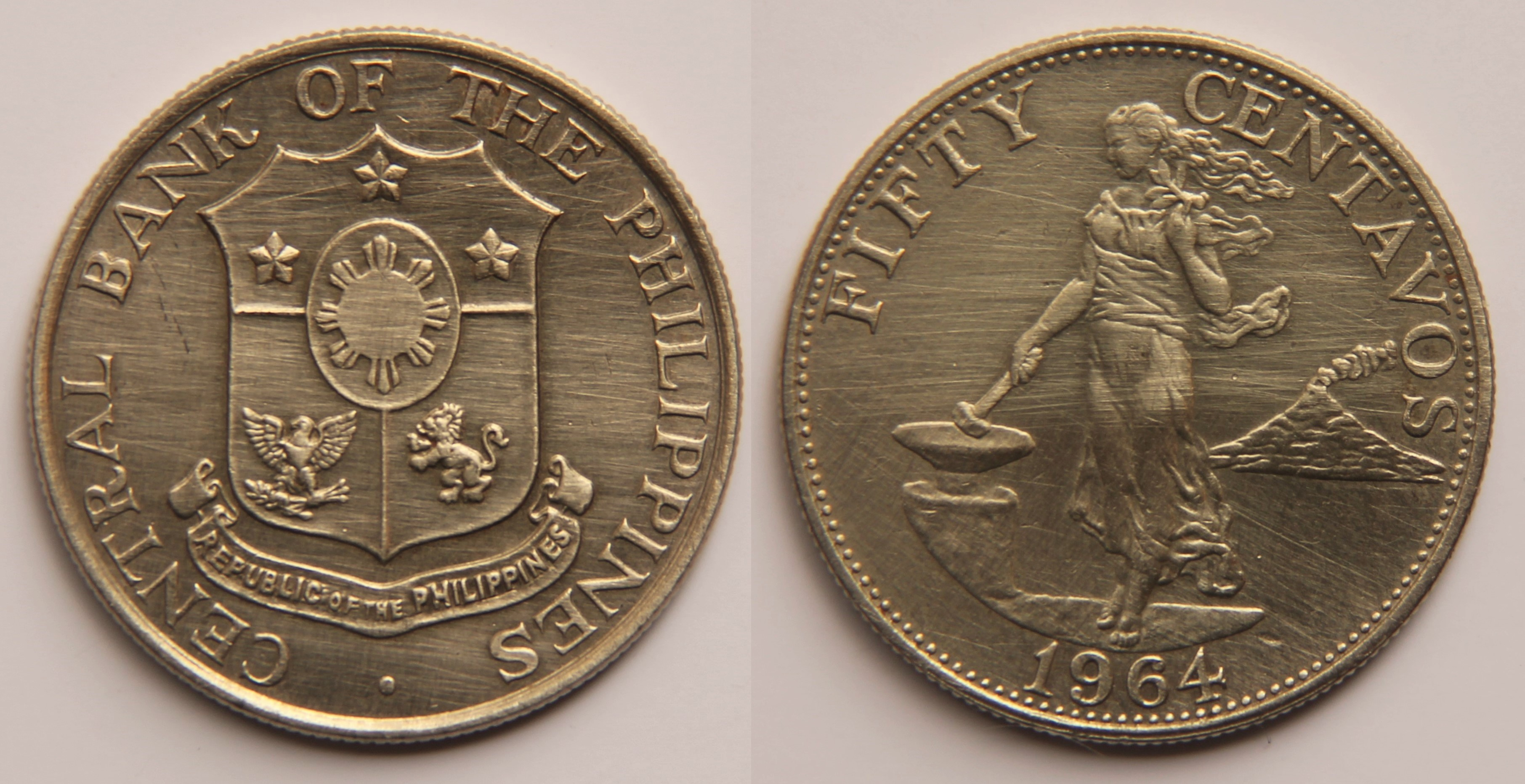
Monedas de 50 centavos filipinos.

Tras el restablecimiento de la Mancomunidad Filipina en 1945, el país quedó devastado en medio de una crisis alimentaria y financiera. Tras la independencia, en un esfuerzo por resolver los problemas socioeconómicos masivos de la época, recién elegido Presidente Manuel Roxas reorganizó el gobierno, y propuso un nuevo programa legislativo. Entre las empresas del primer año de la Tercera República estuvieron: la creación de la Corporación Financiera de Rehabilitación (que se reorganizó en 1958 como el Banco de Desarrollo de Filipinas); la creación del Departamento de Asuntos Exteriores y la organización del servicio exterior a través del Decreto n.º 18; el GI Bill de los Derechos de los veteranos filipinos; y la revisión de las leyes fiscales para aumentar los ingresos del gobierno. Roxsas estableció finalmente el banco central de Filipinas tras la aprobación de la Ley de la República N.º 265.
Al dirigir un "gobierno privado de fondos" que necesitaba asistir una nación golpeada por los problemas económicos, Roxas hizo campaña a favor de enmendar la Constitución de 1935. Esta enmienda, exigida por la Ley de Relaciones Comerciales de Filipinas o de la Ley de Comercio de Bell, daría a los ciudadanos y a las industrias estadounidenses el derecho a utilizar los recursos naturales del país a cambio de apoyo a la rehabilitación de los Estados Unidos. El Presidente, con la aprobación del Congreso, propuso este movimiento a la nación a través de un plebiscito.
Cuando el presidente Carlos P. García ganó las elecciones, su gobierno promovió la política de "Filipinos Primero", cuyo punto focal era recuperar la independencia económica; un esfuerzo nacional por los filipinos para "obtener una participación importante y dominante en su economía." La administración favoreció la inversión nacional, e implementó controles de importación y divisas favorable para las industrias filipinas.
El presidente Diosdado Macapagal, durante su discurso de posesión el 30 de diciembre de 1961, hizo hincapié en las responsabilidades y objetivos que deben alcanzarse en la "nueva era", como se refería a su gobierno. Entre las leyes aprobadas durante el gobierno de Macapagal estuvieron: la Ley de la República N.º 3844 o Código Reforma Agraria (un acto que estableció el Banco de Tierras de Filipinas); ña Ley de la República N.º 3466, que estableció la Administración de Empleo de Emergencia; la Ley de la República N.º 3518, que estableció el Banco de Veteranos de Filipinas; la Ley de la República N.º 3470, que estableció la Autoridad Nacional de Desarrollo de Industrias (NACIDA) para organizar, revivir, y promover el establecimiento de industrias y locales; y la Ley de la República N.º 4156, que estableció los Ferrocarriles Nacionales de Filipinas (PNR). La administración levantó los controles de cambio como parte del programa de descontrol en un intento de promover la estabilidad económica y el crecimiento nacional.